# Các thành phố Cận Đông cổ đại
Các thành phố đầu tiên trong lịch sử đã được biết cho đến nay nằm ở vùng Cận Đông cổ đại, khu vực bao gồm phần lớn vùng Trung Đông hiện đại: có lịch sử bắt đầu từ thiên niên kỷ thứ 4 trước Công nguyên và kết thúc, tùy theo cách hiểu của thuật ngữ này, khi bị thôn tính bởi Đế chế Achaemenes vào thế kỷ thứ 6 trước Công nguyên hoặc bởi Alexander Đại đế vào thế kỷ thứ 4 trước Công nguyên.
Các thành phố lớn nhất của thời đại đồ đồng Cận Đông có dân số khoảng vài chục ngàn người. Memphis vào thời kỳ đồ đồng sớm, với khoảng 30.000 cư dân, là thành phố lớn nhất thời bấy giờ. Ur trong thời đại đồ đồng được ước tính có khoảng 65.000 cư dân; tương tự Babylon trong thời đại đồ đồng muộn có dân số khoảng 50.000-60.000. Nineveh có khoảng 20.000-30.000, và đạt 100.000 trong thời đại đồ sắt (khoảng năm 700 TCN).
Định ngữ KI 𒆠 là thuật ngữ Sumer cho một thành phố hoặc thành bang. Trong tiếng Akkad và tiếng Hitti, URU 𒌷 trở thành một kí hiệu để chỉ một thành phố, hoặc kết hợp với KUR 𒆳 - "vùng đất", vương quốc hoặc lãnh thổ do một thành phố kiểm soát, ví dụ 𒄡𒆳𒌷𒄩𒀜𒌅𒊭 LUGAL. KUR URUHa-at-ti "vua của nước (thành) Hatti".

## Lưỡng Hà

### Hạ Lưỡng Hà
(thứ tự từ Bắc xuống Nam)
- Eshnunna (Tell Asmar)
- Diniktum
- Tutub (Khafajah)
- Der (Tell Aqar, Durum?)
- Sippar (Tell Abu Habbah)
- Sippar-Amnanum (Tell ed-Der)
- Kutha (Tell Ibrahim)
- Jemdet Nasr (NI. RU)
- Kish (Tell Uheimir & Ingharra)
- Babilim (Babylon)
- Borsippa (Birs Nimrud)
- Mashkan-shapir (Tell Abu Duwari)
- Dilbat (Tell ed-Duleim)
- Nippur (Afak)
- Marad (Tell Wannat es-Sadum)
- Adab (Tell Bismaya)
- Isin (Ishan al-Bahriyat)
- Kisurra (Tell Abu Hatab)
- Shuruppak (Tell Fara)
- Bad-tibira (Tell al-Madineh?)
- Zabalam (Tell Ibzeikh)

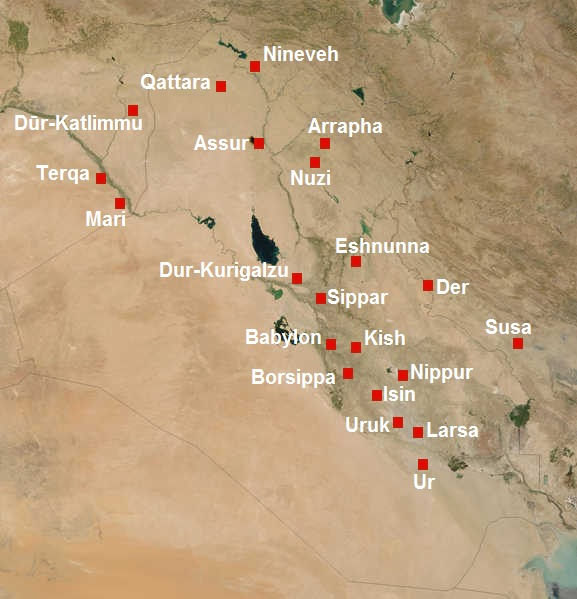
Các thành bang Hạ Lưỡng Hà

- Umma ("Umm al-Aqarib" và Tell Jokha)
- Girsu (Tello hoặc Telloh)
- Lagash (Tell al-Hiba)
- Urum (Tell Uqair)
- Uruk (Warka)
- Larsa (Nói như-Senkereh)
- Tell Khaiber
- Ur (Tell al-Muqayyar)
- Kuara (Tell al-Lahm)
- Eridu (Tell Abu Shahrain)
- Ubaid (Tell al-'Ubaid)
- Akshak
- Akkad
- Irisagrig[2]

### Thượng Lưỡng Hà

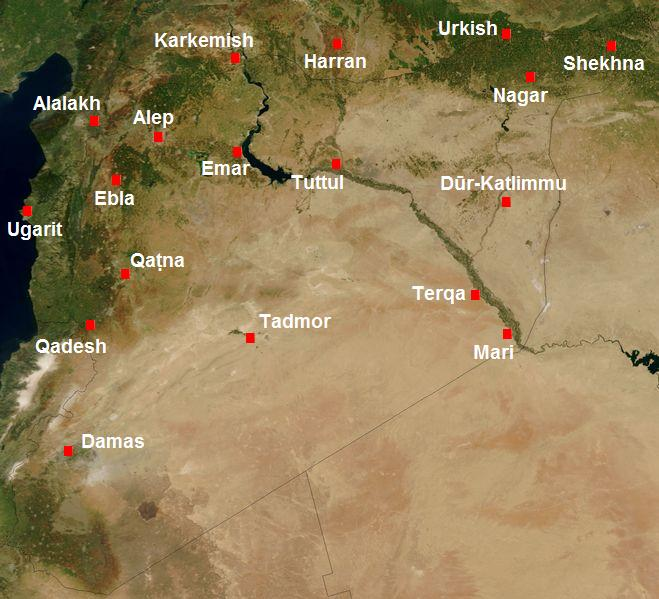
Bản đồ Syria trong thiên niên kỷ thứ hai trước Công nguyên

(đặt hàng từ Bắc vào Nam) 
- Urfa
- Shanidar cave
- Urkesh (Urkish) (Tell Mozan)
- Tell Leilan (Shekhna, Shubat-Enlil)
- Tell Arbid
- Harran
- Chagar Bazar
- Mardaman (Bassetki)
- Kahat (Tell Barri)
- Tell el Fakhariya (Washukanni?)
- Hadatu (Arslan Tash)
- Carchemish (Djerabis)
- Til Barsip (Tell Ahmar)
- Tell Chuera
- Mumbaqat (Tall Munbāqa, also Ekalte (Mumbaqat))
- Al-Rawda
- Nabada l Beydar)
- Nagar (Tell Brak)
- Telul eth-Thalathat
- Tepe Gawra
- Tell Arpachiyah (Tepe Reshwa)
- Shibaniba (Tell Billa)
- Tarbisu (Sherif Khan)
- Nineveh (Ninua)
- Qatara or Karana (Tell al-Rimah)
- Tell Hamoukar
- Dur Sharrukin (Khorsabad)
- Tell Shemshara (Shusharra)
- Erbil (Urbilim, Arba-Ilu)
- Tell Taya
- Tell Hassuna
- Balawat (Imgur-Enlil)
- Tell es-Sweyhat
- Nimrud (Kalhu)
- Emar (Tell Meskene)
- Qal'at Jarmo
- Arrapha
- Kar-Tukulti-Ninurta
- Assur
- Ekallatum
- Nuzi (Yorghan Tepe, Gasur)
- Tell al-Fakhar (Kuruhanni?)
- Terqa (Tell Ashara)
- Doura Europos
- Mari (Tell Hariri)
- Haradum (Khirbet ed-Diniyeh)
- Tell es Sawwan
- Nerebtum or Kiti (Tell Ishchali)
- Tell Agrab
- Dur-Kurigalzu (Aqar Quf)
- Shaduppum (Tell Harmal)
- Seleucia
- Ctesiphon (Taq Kisra)
- Zenobia (Halabiye)
- Hatra
- Idu (Satu Qala)[3]

## Iran
- Ecbatana (Hamadan?)
- Takht-e-Suleiman
- Behistun
- Godin Tepe

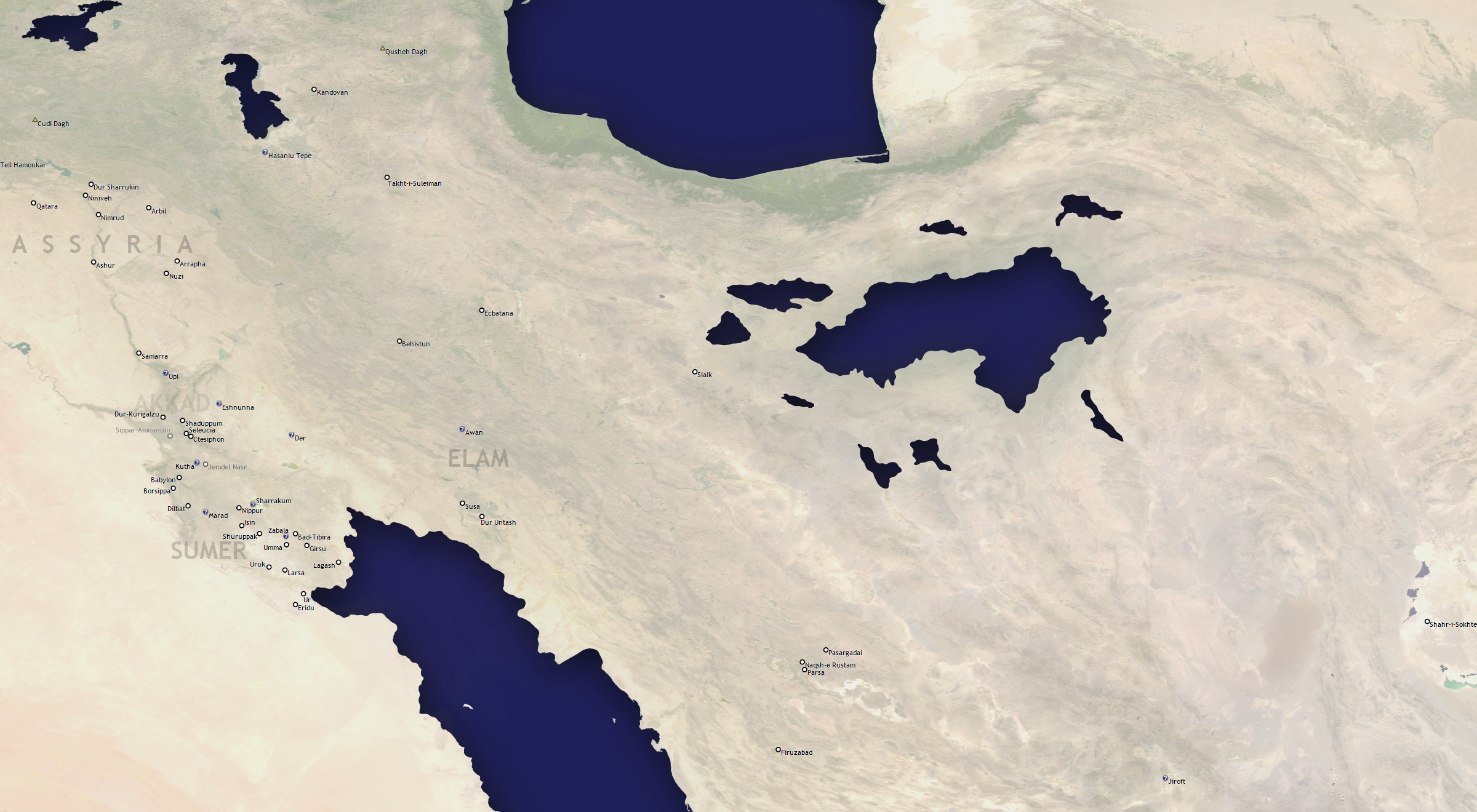
Bản đồ các khu vực ở Iran cổ đại

- Rey (Rhages, Europos, Shahr-e-Ray, Arsacia)
- Chogha Mish
- Tepe Sialk
- Susa (Shush, Su-sơ)
- Kabnak (Haft Tepe)
- Dur Untash (Chogha Zanbil)
- Shahr-e-Sukhteh
- Pasargadae (Pasargad, Pasargadai)
- Naqsh-e Rustam
- Estakhr (Istakhr)
- Persepolis (Parsa)
- Tall-i Bakun
- Anshan (Tall-i Malyan hoặc Tepe Malyan)
- Sandar Konar
- Tepe Yahya
- Teppe Hasanlu
- Bam
- Sarvestan
- Hecatompylos
- Khorramabad
- Kermanshah
- Nimvar
- Isfahan (Aspadana)
- Rabat Tepe
- Temukan
- Darabgard
- Hafshejan
- Tabriz
- Kangavar
- Shahdad
- Marlik
- Chogha Bonut
- Ganj Dareh
- Ali Kosh
- Geoy Tepe
- Baba Jan Tepe
- Shah Tepe
- Hajji Firuz Tepe
- Kul Tepe
- Shir Ashian Tepe
- Tureng Tepe
- Yarim Tepe
- Vahrkana (Gorgan)
- Narezzash (Neyriz)
- Zranka (Dahan-e Gholaman)
- Shushtar
- Shiraz
- Urmia
- Nahavand
- Patigrabana
- Bushehr
- Hormirzad (Bandar Abbas)
- Semnan
- Amol
- Karaj
- Yasuj
- Mahallat
- Arderica
- Hashtgerd
- Bit-Istar
- Liyan
- Bastam
- Ganzak
- Jiroft
- Shad Shahpour (Qazvin)
- Dezful
- Shahin (Zanjan)
- Ardabil
- Tabas

## Anatolia
(thứ tự từ Bắc xuống Nam)
- İnandıktepe
- Miletus
- Sfard (Sardis)
- Nicaea
- Sapinuwa
- Yazilikaya
- Alaca Höyük
- Ma-ri Höyük
- Alishar Hüyük
- Hattusa

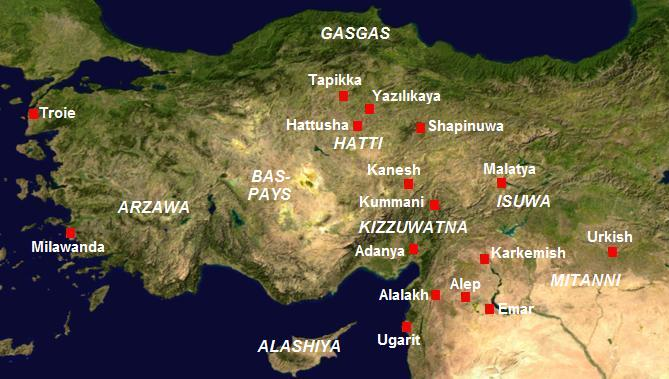
Các khu định cư ở Anatolia thời đồ đồng, dựa trên ghi chép Hitti.

- Ilios (Wilusa, Ilion, Troas, Troy)
- Kanesh (Nesa, Kültepe)
- Arslantepe (Malatya)
- Çayönü (Amed, Diyarbakir)
- Sam'al (Zincirli Höyük)
- Çesterhöyük
- Beycesultan
- Karatepe
- Tushhan (Ziyaret Tepe)
- Adana
- Tarsus
- Zephyrion (Mersin)
- Gôzlükule
- Santantepe
- Attalia (Antalya)

## Levant
Theo thứ tự bảng chữ cái
- Admah (một trong năm "thành phố đồng bằng")
- Adoraim (Adora, Dura)
- Afqa
- Alalah (Alalakh)
- Aleppo
- Antioch
- Aphek (Antipatris, Tell Afik)
- Arad (Arad Rabbah?; Tel Arad)
- Arqa (Arkat)
- Arwad (đảo của Tartus; Aradus, Arvad, Arphad, Đảo Ruad)
- Ashdod
- Ashkelon
- Baalbek (Heliopolis)
- Batroun (Botrys)
- Banias
- Beersheba (Tel Sheva, Tell es-Seba)
- Beth Shean (Beth Shan)
- Bet Shemesh (nhà của Shamash)
- Bet-el
- Bethsaida (sau là tên của thủ phủ Geshur; et-Tell)
- Bethlehem
- Bezer (Bosra ở Syria)[Còn mơ hồ  – thảo luận]
- Byblos (Gubla, Kepen)
- Dan, former Laish (Tel Dan, Tell el-Qadi)
- Damascus (Dimasqu, Dimashq)
- Deir Alla (Pethor?)
- Deir Al-Ahmar
- Dhiban (Dibon)
- Dor (D-jr, Dora)
- Ebla (Tell Mardikh)
- En Gedi, also Hazazon-tamar (Tel Goren)
- En Esur
- Enfeh (Ampi)
- Ekron (Tel Miqne, Khirbet el-Muqanna)
- Et-Tell (Ai?)
- Gath
- Gaza
- Gezer
- Gibeah (Tell el-Ful?)
- Gomorrah
- Hamath (Hama, Epiphania)
- Hazor
- Homs
- Hebron
- Hermel
- Jawa
- Jericho (Tell es-Sultan)

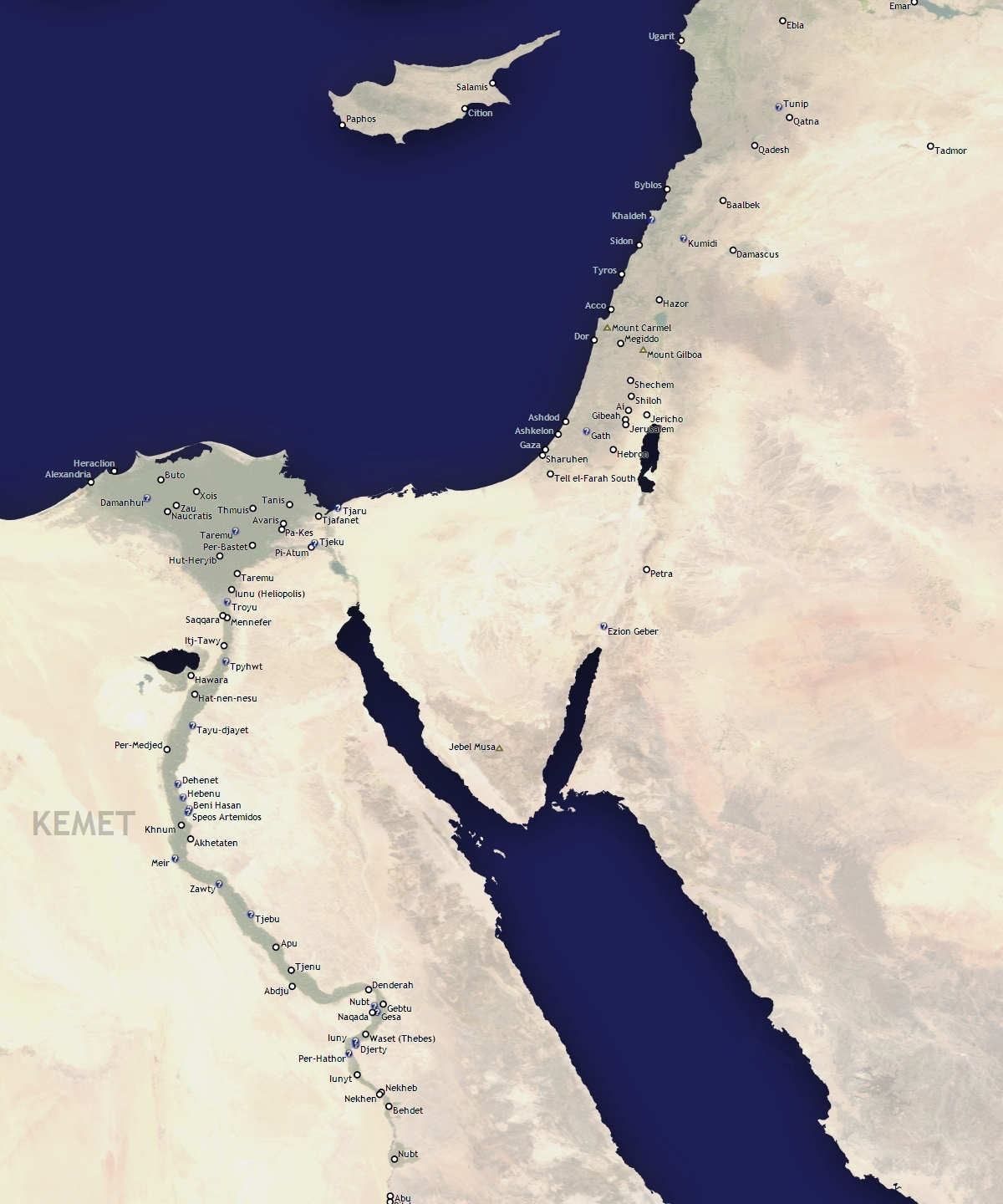

- Jerusalem (Jebus, City of David, Zion)
- Jezreel
- Kabri (one of several cities called Rehov)
- Kadesh Barnea
- Kedesh (Qadesh in Galilee)
- Khirbet Kerak (Tel Bet Yerah; later Al-Sinnabra)
- Khirbet el-Qom (Makkedah/Maqqedah)
- Khirbet Qeiyafa (Sha'arayim? / Neta'im?)
- Kir of Moab (Kerak)
- Kumidi (Kamid al lawz)
- Labweh
- Lachish (Tel Lachish, Tell ed-Duweir)
- Mari
- Majdal Anjar
- Megiddo (Tel Megiddo, Tell el-Mutesellim)
- Nagar (Tell Brak)
- Nabatieh
- Nazareth
- Qatna (Tell Mishrifeh)
- Rashaya
- Rabat Amon (Hellenistic Philadelphia)
- Rehov (Jordan Valley) (Tel Rehov)
- Samaria (Shomron)
- Sam'al
- Sarepta
- Sharuhen (Tell el-Far'ah South?, Tell el-'Ajjul?, Tel Haror?)
- Shiloh
- Sidon
- Sodom
- Tadmor (Palmyra)
- Terqa
- Tall Zira'a
- Tell Balata (Shechem)
- Tell el-Hesi (Eglon?)
- Tell Kazel
- Tell Qarqur (Karkar?)
- Tell Tweini (Gibala?)
- Tirzah (Tell el-Farah North)
- Tripoli
- Tyros (Tylos, Tyre)
- Ugarit (Ras Shamra)
- Umm el-Marra
- Tel Yokneam (Yokneam, "'En-qn'mu")
- Zeboim
- Zemar (Sumura, Sumur)
- Zoara (Zoar, Bela)

## Bán đảo Ả-rập

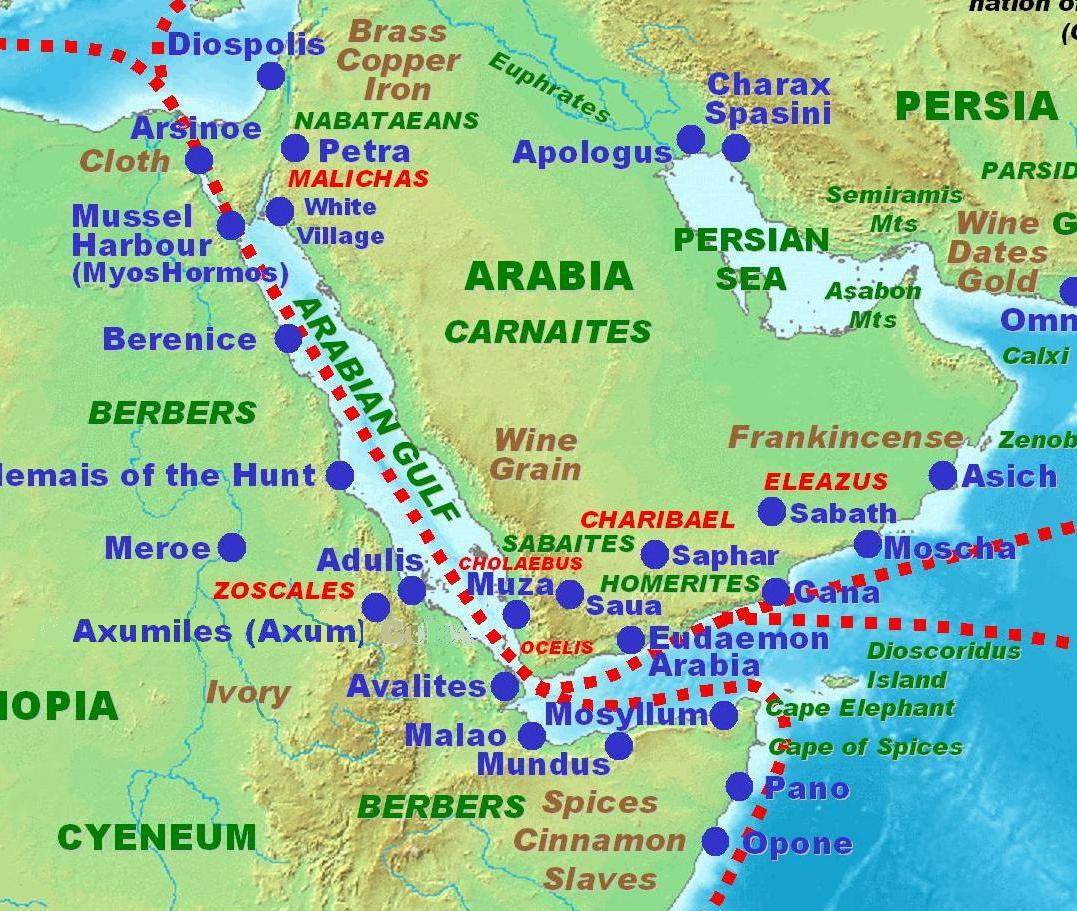
Bán đảo Ả Rập và vùng Sừng châu Phi, ngăn cách bởi chỉ một vài dặm Biển Đỏ, có nhiều khu định cư lân cận, đặc biệt là gần bờ biển

- Al Ain [4] / Al-Buraimi (Tawam của Al-Buraimi Oasis) hoặc Al-Buraimi Oasis,[5][6]
- Awwam
- Hajar Am-Dhaybiyya
- Barran
- Bakkah (thánh địa Mecca)
- Đền Barbar
- Dhamar
- Dedan (Al-`Ula)
- Dalma
- Dibba
- Dumat Al-Jandal (Adummatu)
- Ed-Dur
- Eudaemon
- Failaka
- Gerrha
- Ḥaram
- Ubar (Aram, Iram, Irum, Irem, Erum)tên của một vị trí địa lý - một thành phố hoặc một khu vực hoặc một bộ lạc
- Julfar
- Jubail
- Khor Rori (Sumhuram)
- Kaminahu (Kamna)
- Lihyan
- Mada'in Saleh (Al-Hijr, el Hijr và Hegra)
- Ma'rib
- Mleiha
- Muweilah
- Nashan
- Nashaq
- Petra
- Qarnawu
- Qaryat al-Faw (Dhat al-Jnam)
- Qal'at al-Bahrain
- Ṣirwāḥ
- Shabwa
- Shimal
- Tayma (Tema)
- Tell Abraq
- Thaj
- Tarout
- Timna
- Umm Al Nar
- Yathrib (Medina)
- Zafar

## Kerma (Gel Doukki)
- Jebel Barkal
- Napata
- Meroë
- Aksum (Axum)

## Vùng sừng Châu Phi
- Adulis
- Keskese
- Matara
- Qohaito
- Sembel
- Yeha

## Dẫn nguồn
1. ↑  Electronic Pennsylvania Sumerian Dictionary (EPSD)
2. ↑  "Lost City of Irisagrig Comes to Life in Ancient Stolen Tablets". Live Science. ngày 30 tháng 5 năm 2018.
3. ↑  "Ancient Kingdom Discovered Beneath Mound in Iraq". Live Science. ngày 30 tháng 9 năm 2013.
4. ↑  Cavendish, Marshall (2007). "Geography and climate". World and Its Peoples. Quyển 1. Cavendish Square Publishing. tr. 8–19. ISBN 978-0-7614-7571-2.
5. ↑  El Reyes, Dr. Abdulla, biên tập (tháng 12 năm 2014). Liwa Journal of the National Archives (PDF) (bằng tiếng Anh). United Arab Emirates: Emirati National Archives. tr. 35–37. Bản gốc (PDF) lưu trữ ngày 6 tháng 2 năm 2017. Truy cập ngày 5 tháng 2 năm 2017.
6. ↑  Leech, Nick (ngày 22 tháng 10 năm 2015). "The long read: has a lost Arab capital been found on the Oman-UAE border?". The National. Truy cập ngày 20 tháng 1 năm 2019.